# بخش تومکور
بخش تومکور (به انگلیسی: Tumkur district) یک بخش در هند است که در کارناتاکا واقع شده‌است.

## خصوصیات
ناحیه تومکور ۱۰٬۵۹۷ کیلومترمربع مساحت و ۲۶٬۷۸٬۹۸۰ نفر جمعیت دارد.